# Borlängeposten
Borlänge-Posten var en dagstidning för Borlänge köping utgiven från 11 december 1897 till 31 december 1902 då den upphörde. Tidningens fullständiga titel var Borlänge-Posten/ Tidning för Borlänge köping med omnejd.

## Redaktion
Utgivningsbevisför Borlänge-Posten utfärdades för litteratören Gustaf Lindberg 13 november 1897 och folkskolläraren Karl Adolf Hjorth 2 januari 1900. Tidningen var tvådagarstidning med utgivning onsdag och lördag på morgonen. Politisk tendens för tidningen var moderat enligt tidningen 4 januari 1900. Tidningen startade med 2 provnummer tiden 11 december och 22 december 1897. Redaktionsort var Falun 1897 till 1899 sedan Borlänge.
| Period                 | Ansvarig utgivare  | Titel           | Period                 | Redaktör         |
| 1897-11-30--1899-12-31 | Lindberg, Gustaf   | litteratören    | 1897-12-11--1899-12-31 | Lindberg, Gustaf |
| 1900-01-02--1902-12-31 | Hjorth, Karl Adolf | folkskolläraren | 1900-01-04--1902-12-31 | Hjorth, Karl     |

## Förlag och tryckning
Förlaget hette Falu nya boktryckeriaktiebolag i Falun. Tryckeriet var Falu nya boktryckeriaktiebolag i Falun hela utgivningen. Antikvatyperrna trycktes bara i svart på tidningen fyra sidor i stora format (folio) mest 57 x 39 cm och hade 6 spalter. Upplagan var 1500 exemplar 1900. Priset var 2 kr först men sänktes till 1,50 senare.